# Open Internacional de Valencia 2024 - Doppio
Il doppio femminile del torneo di tennis professionistico Open Internacional de Valencia 2024, facente parte della categoria WTA 125 nell'ambito del WTA 125 2024, si gioca dal 10 al 16 giugno 2024 a Valencia, in Spagna. Aliona Bolsova e Andrea Gámiz erano le detentrici del titolo, ma hanno scelto di non partecipare a questa edizione del torneo.
In finale Katarzyna Piter e Fanny Stollár hanno sconfitto Angelica Moratelli e Renata Zarazúa con il punteggio di 6-1, 4-6, [10-8].

## Teste di serie
1. Amina Anšba /  Anastasia Detiuc (quarti di finale)

1. Katarzyna Piter /  Fanny Stollár (Campionesse)

## Wildcard
1. Charo Esquiva Bañuls /  Ángela Fita Boluda (quarti di finale)

## Alternate
1. Seone Mendez /  Ekaterina Jašina (semifinale)

## Tabellone

### Legenda
| - Q = Qualificato - WC = Wild card - LL = Lucky loser | - ALT = Alternate - SE = Special Exempt - PR = Protected Ranking | - w/o = Walkover - r = Ritirato - d = Squalificato |

|  | Quarti di finale | Quarti di finale                  | Quarti di finale                  | Quarti di finale | Quarti di finale |  |  | Semifinali | Semifinali                        | Semifinali | Semifinali                    | Semifinali |   |      | Finale | Finale                            | Finale | Finale | Finale |  |
|  |                  |                                   |                                   |                  |                  |  |  |            |                                   |            |                               |            |   |      |        |                                   |        |        |        |  |
|  | 1                | A Anšba A Dețiuc                  | 5                                 | 7                | [2]              |  |  |            |                                   |            |                               |            |   |      |        |                                   |        |        |        |  |
|  |                  | A Moratelli R Zarazúa             | 7                                 | 5                | [10]             |  |  |            | A Moratelli R Zarazúa             | 7          | 65                            | [10]       |   |      |        |                                   |        |        |        |  |
|  |                  | Y Cavallé Reimers L Romero Gormaz | Y Cavallé Reimers L Romero Gormaz | 6                | 6                |  |  |            | Y Cavallé Reimers L Romero Gormaz | 62         | 7                             | [7]        |   |      |        |                                   |        |        |        |  |
|  |                  | A Fomina-Klotz V Heisen           | A Fomina-Klotz V Heisen           | 4                | 4                |  |  |            |                                   |            |                               |            |   |      |        | Angelica Moratelli Renata Zarazúa | 1      | 6      | [8]    |  |
|  | Alt              | S Mendez E Jašina                 | S Mendez E Jašina                 | 6                | 6                |  |  |            |                                   | 2          | Katarzyna Piter Fanny Stollár | 6          | 4 | [10] |        |                                   |        |        |        |  |
|  | WC               | C Esquiva Bañuls Á Fita Boluda    | C Esquiva Bañuls Á Fita Boluda    | 4                | 3                |  |  | Alt        | S Mendez E Jašina                 | 2          | 6                             | [6]        |   |      |        |                                   |        |        |        |  |
|  |                  | V Lepchenko K Zavac'ka            | V Lepchenko K Zavac'ka            | 3                | 2                |  |  | 2          | K Piter F Stollár                 | 6          | 1                             | [10]       |   |      |        |                                   |        |        |        |  |
|  | 2                | K Piter F Stollár                 | K Piter F Stollár                 | 6                | 6                |  |  |            |                                   |            |                               |            |   |      |        |                                   |        |        |        |  |